# Tadalafil
Tadalafil aparține grupei de medicamente numite inhibitori de fosfodiesterază tip 5 (PDE5), pentru tratarea disfuncției erectile. Este produs de compania americană Eli Lilly and Company și comercializat sub numele de Cialis în comprimate de 2,5, 5, 10 și 20 mg, precum și Adcirca pentru tratamentul hipertensiunii arteriale pulmonare. Tadalafil este, de asemenea, fabricat și comercializat sub numele de Tadacip de compania farmaceutică Cipla din India, în doze de 10 mg și 20 mg. 

Comisia Europeană a acordat  la 12 noiembrie 2002, o autorizație de introducere pe piață pentru Cialis, valabilă pe întreg teritoriul Uniunii Europene.

## Acțiune terapeutică
Tadalafil acționează prin blocarea enzimei de fosfodiesterază, care în mod normal descompune substanța denumită guanozin monofosfat ciclic (GMPc). GMPc se produce în penis în timpul stimulării sexuale, unde determină relaxarea mușchilor din țesuturile spongioase ale penisului (corpora cavernosa), permițând pătrunderea fluxului de sânge și producând astfel erecția. Prin blocarea descompunerii GMPc, tadalafil reface funcția erectilă.

## Contraindicații
Tadalafil este contraindicat persoanelor cu afecțiuni cardiace, la care activitatea sexuală nu este recomandată. Este contraindicat la pacienții care prezintă antecedente de pierdere a vederii din cauza unei probleme privind afluxul sângelui la nervul optic (neuropatie optică anterioară ischemică non-arteritică, NOAIN). De asemenea este contraindicată administrarea  împreună cu nitrați (medicamente utilizate pentru tratarea anginei).

## Reacții adverse
Cele mai frecvente efecte secundare asociate cu tadalafil sunt dureri de cap, indigestie, dureri de spate și dureri musculare, acestea fiind mai frecvente în doze mai mari.